# Bianca Leigh
Bianca Leigh es una actriz estadounidense.

## Estudios
Leigh obtuvo una Licenciatura en Bellas Artes en actuación de la Escuela de Artes Mason Gross de la Universidad de Rutgers en 1984.

## Carrera
Apareció como Mary Ellen en la película Transamerica de 2005, y Karma Johnstone en la película de 2016 Hurricane Bianca y la secuela Hurricane Bianca: From Russia with Hate. En Broadway, apareció como suplente de la obra de 2018 The Nap de Richard Bean. En 2011, presentó su espectáculo unipersonal Busted en el Teatro Laurie Beechman. Actuó en The Lily's Revenge de Taylor Mac, y también actuó con The Talking Band Theatre Company. Leigh apareció también en el documental Disclosure: Ser trans en Hollywood de Laverne Cox. Actualmente actúa en la obra de Cole Escola Oh, Mary! en Broadway.

## Filmografía

### Cine
| Año  | Título                                  | Papel                      | Notas        |
| ---- | --------------------------------------- | -------------------------- | ------------ |
| 2005 | Transamérica                            | Mary Ellen                 |              |
| 2008 | Redirecting Eddie                       | Asistenta dental           |              |
| 2010 | The Battle of Pussy Willow Creek        | Colega de Sheba en prisión |              |
| 2016 | Hurricane Bianca                        | Karma Johnstone            |              |
| 2018 | Veronica                                | Diane                      | Cortometraje |
| 2018 | Hurricane Bianca: From Russia with Hate | Karma Johnstone            |              |
| 2020 | Disclosure: Ser trans en Hollywood      | Ella misma                 | Documental   |

### Televisión
| Año       | Título        | Papel                 | Notas       |
| --------- | ------------- | --------------------- | ----------- |
| 2015      | Law & Order   | Doctora Rachel Sandow | 1 episodio  |
| 2016-2017 | Last Call     | Victoria Winehouse    | 3 episodios |
| 2017-2018 | Skeleton Crew | Alma                  | 6 episodios |

## Vida personal
Leigh es una mujer transgénero.